# ブレイク (アルバム)
『ブレイク』 (BLAKE) は、イギリスのコーラス・グループ、ブレイクのメジャー・デビュー・アルバム。

## 概要
クラシカル・チャートのみならずポップ・チャートでも上位にチャートするヒット・アルバム。2007年リリース。日本盤は2008年発売でボーナス・トラックを含んでいる。DVD初回生産限定盤と通常盤の2形態で発売。DVDには「メイク・ラヴ・トゥ・ユー」のミュージックビデオを収録している。

## 収録曲
1. メイク・ラヴ・トゥ・ユー（スパニッシュ・ヴァージョン）（3:57）[1]
2. イン・パラディスム （映画『グラディエーター』から）（4:34）[1]
3. ムーン・リヴァー（3:21）[1]
4. 1492 コンケスト・オブ・パラダイス（3:33）[1]
5. 神のみぞ知る（3:06）[1]
6. アイ・ニュー・アイ・ラヴド・ユー （映画『ワンス・アポン・ア・タイム・イン・アメリカ』からデボラのテーマ）（3:20）[1]
7. ハレルヤ（3:45）[1]
8. アショーカン・フェアウェル（3:21）[1]
9. セレブレーション（スタンディング・ストーンから）（3:55）[1]
10. ヴィデ・コル・メウム（3:50）[1]
11. スウィング・ロウ（3:26）[1]
12. エ・サラ・コシー（ラフマニノフ『パガニーニの主題による狂詩曲』作品43から）（2:25）[1]
13. エルサレム（ホルスト、ウィリアム・ブレイク）（2:30）[1]
14. テイク・マイ・ブレス・アウェイ（映画『トップガン』から） （イタリアン・ヴァージョン）（3:49）[1]
15. 木枯らしの風ほえたけり（ボーナス・トラック）（4:09）[1]
16. ホエア・ドゥ・ウィー・ゴー （日本盤のみのボーナス・トラック）（5:58）[1]